# Djiguible Traoré
Djiguible Traoré (ur. 12 marca 1960) – malijski bokser wagi półciężkiej, uczestnik Letnich Igrzysk Olimpijskich 1984. 
Swój jedyny pojedynek podczas igrzysk stoczył 30 lipca z Jonathanem Kiriisą z Ugandy (przegrał 0–5).